# 坊主憎けりゃ袈裟まで憎い
| ウィキペディアには「坊主憎けりゃ袈裟まで憎い」という見出しの百科事典記事はありません（タイトルに「坊主憎けりゃ袈裟まで憎い」を含むページの一覧/「坊主憎けりゃ袈裟まで憎い」で始まるページの一覧）。 代わりにウィクショナリーのページ「坊主憎けりゃ袈裟まで憎い」が役に立つかもしれません。 |